# 보정역
보정역(寶亭驛, Bojeong station)은 대한민국 경기도 용인시 기흥구 보정동에 있는 수도권 전철 수인·분당선의 전철역이다. 용인시에서 최초 개통된 전철역으로, 기존 임시역사는 인근 교통난 해소를 위해 경기도 용인시에서 사업비를 부담하여 건설하였다. 개통 후 2011년 12월 27일까지는 이 역이 시·종착역이었으나, 노선의 연장과 더불어 구 역사가 폐쇄되면서 시·종착역 기능을 상실하였다. 이 역부터 오목천역까지 지하 구간이다. 탄천 하저터널로 구성역과 연결된다. 

## 역사
- 2004년 11월 26일 : 구 지상역사가 분당차량사업소 내에 영업 개시[2][3], 당시엔 선릉 기점 27.7km였다[4]
- 2007년 12월 24일 : 죽전역 개통으로 역번호가 K233에서 K234로 변경
- 2011년 12월 28일 : 분당선 죽전 - 기흥 간 연장 개통과 함께 구 역사 폐쇄, 현 지하역사 영업 개시[5][6]
- 2012년 9월 18일 : 왕십리 ~ 선릉 구간 개통으로 왕십리 기점 34.9km로 변경[7]

## 역 구조
구 지상역사 시절에서는 진입 선로가 단선이고, 하행 선로가 막혀있는 1면 2선 섬식 승강장을 사용하였다. 현 지하역사로 이전되면서 스크린도어가 설치된 2면 2선의 상대식 승강장을 갖추게 되었다. 구 보정역 지상 승강장은 2013년 4월경에 철거되었으며, 구 보정역 지상역사는 2016년 10월 31일에 개관한 용인문화재단 산하 보정역 생활문화센터로 활용되고 있다.

### 배선도
분당차량사업소에 있었던 구 보정역 지상역사의 배선도는 다음과 같다.

### 승강장
| ↑ 죽전 |
| \| １  |
| 구성 ↓ |

| 1 | ● 수도권 전철 수인·분당선 | 구성 · 기흥 · 망포 · 수원 · 인천 방면     |
| 2 | ● 수도권 전철 수인·분당선 | 죽전 · 서현 · 모란 · 선정릉 · 청량리 방면 |

## 역 주변
- 보정동
- 행원마을 동아솔레시티
- 신촌마을 포스홈타운
- 신촌마을 상록데시앙
- 보정고등학교
- 용인신촌중학교
- 보정초등학교
- 독정초등학교
- 유정유치원
- 용인서부경찰서
- 삼성생명 휴먼센터
- 아트리파라다이스
- GS칼텍스
- 코레일 분당차량사업소
- 죽현마을 현대아이파크
- 죽현마을 LG자이
- 죽현마을 동원로얄듀크

## 승차량 변동
2011년 말에 분당선이 보정역 남쪽으로 연장되고 역사가 이전되는 등의 이유로 이용객이 큰 폭으로 줄어들었다.
| 역 노선 | 승차 인원 | 승차 인원 | 승차 인원 | 승차 인원 | 승차 인원 | 승차 인원 | 승차 인원 | 승차 인원 | 승차 인원 | 승차 인원 | 승차 인원 | 승차 인원 | 승차 인원 | 승차 인원 | 승차 인원 | 승차 인원 | 승차 인원 | 승차 인원 | 승차 인원 | 승차 인원 | 주 석 |
| 역 노선 | 2004년    | 2005년    | 2006년    | 2007년    | 2008년    | 2009년    | 2010년    | 2011년    | 2012년    | 2013년    | 2014년    | 2015년    | 2016년    | 2017년    | 2018년    | 2019년    | 2020년    | 2021년    | 2022년    | 2023년    | 주 석 |
| ------- | --------- | --------- | --------- | --------- | --------- | --------- | --------- | --------- | --------- | --------- | --------- | --------- | --------- | --------- | --------- | --------- | --------- | --------- | --------- | --------- | ----- |
| 분당선  | 분당선    | 5639      | 6489      | 7694      | 9021      | 9117      | 8320      | 8100      | 8064      | 3277      | 3128      | 3152      | 2847      | 2758      | 2771      | 2773      | 1901      | 1997      | 2313      | 2513      | [ 8 ] |

## 사진

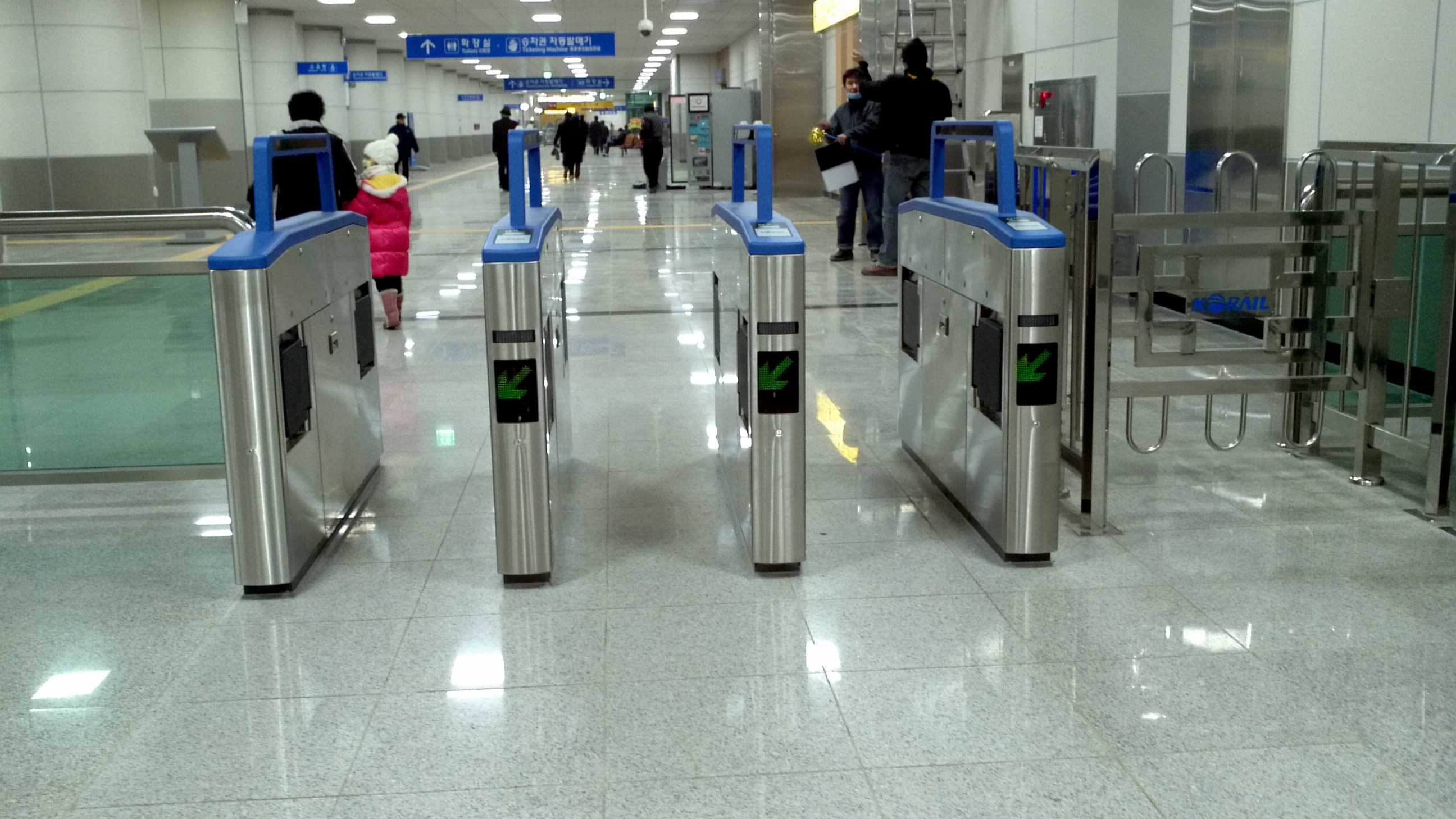
대합실
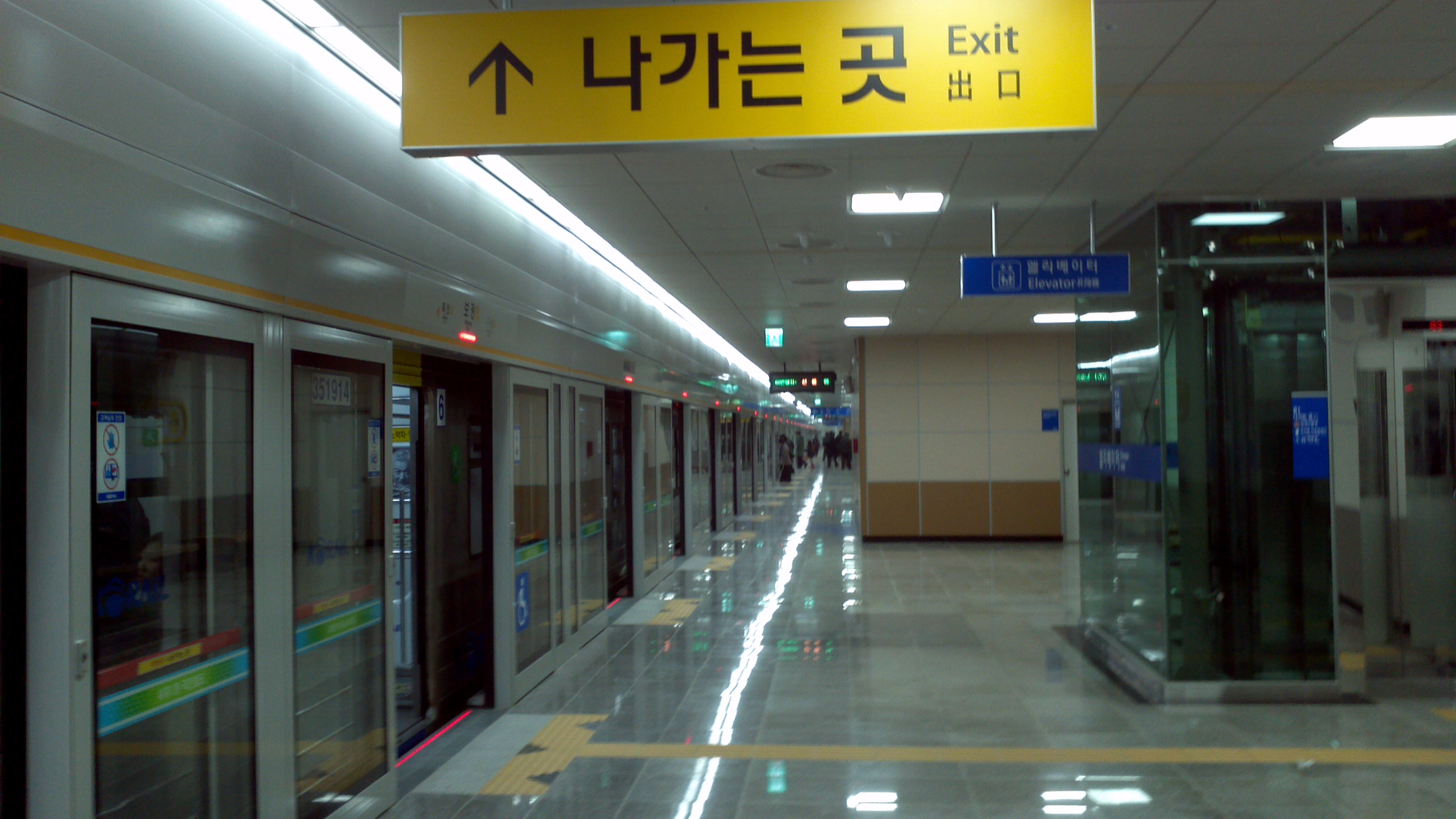
2번 승강장(선릉역 종착)
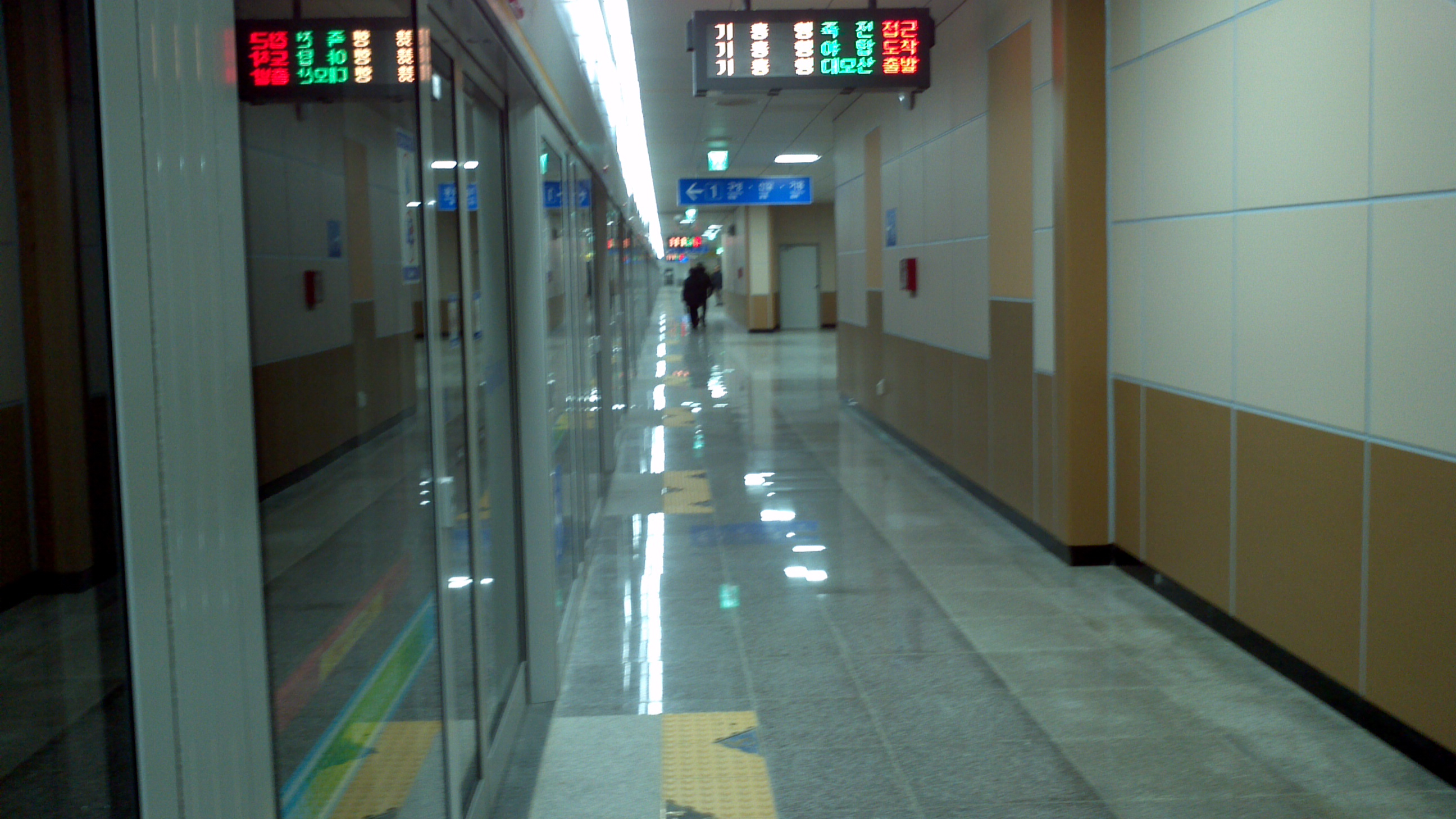
1번 승강장
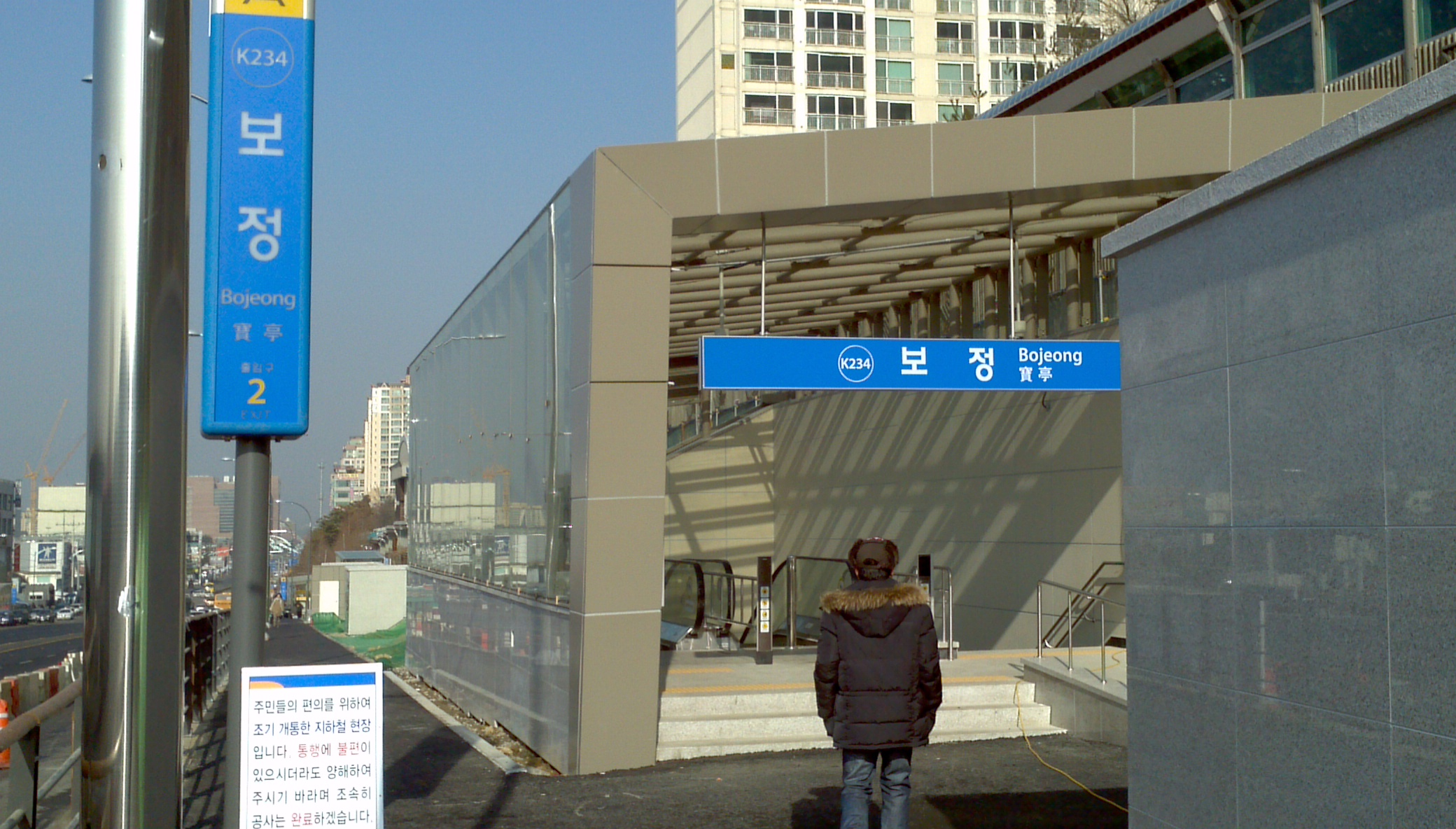
2번 출입구
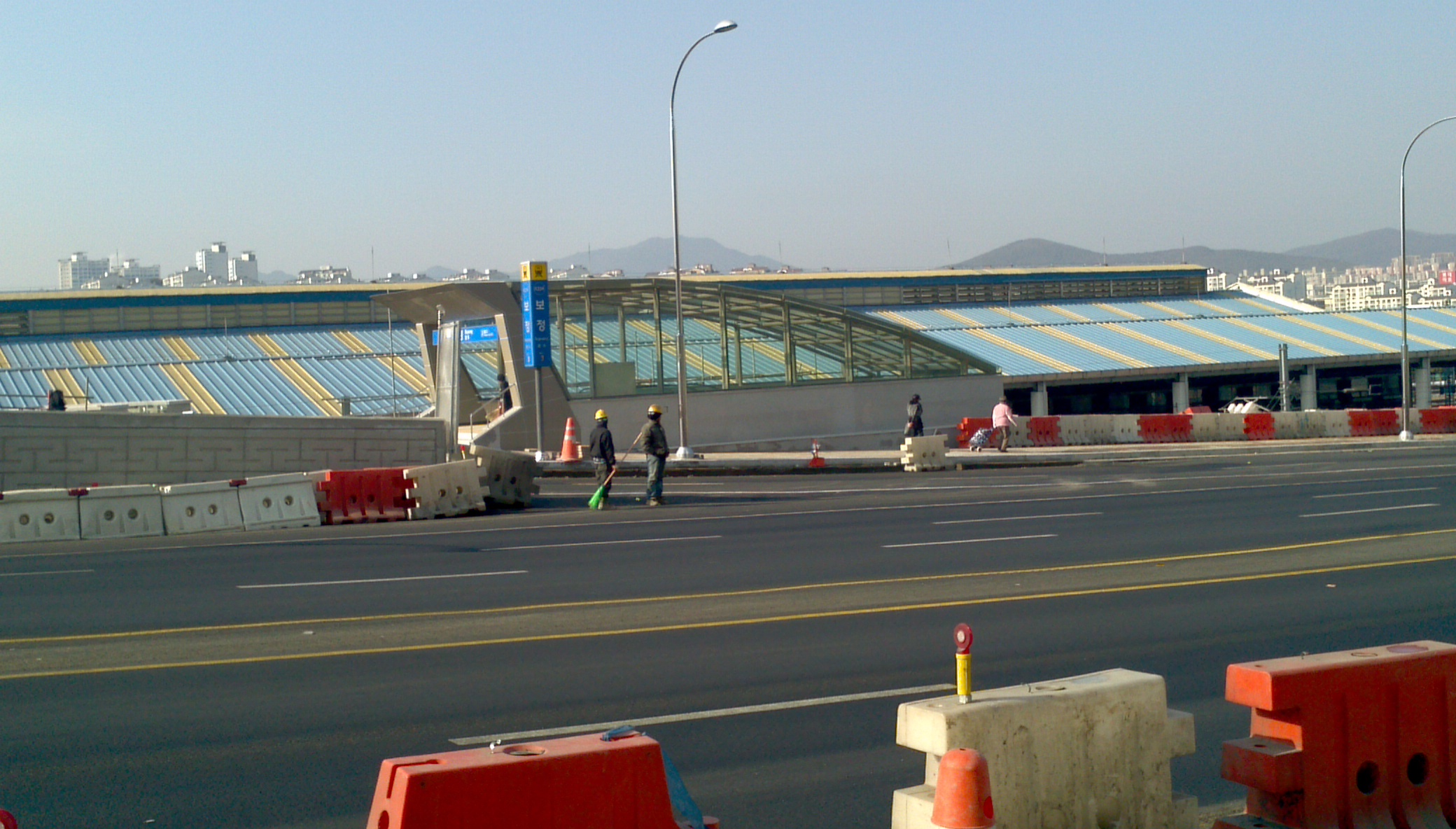
3번 출입구
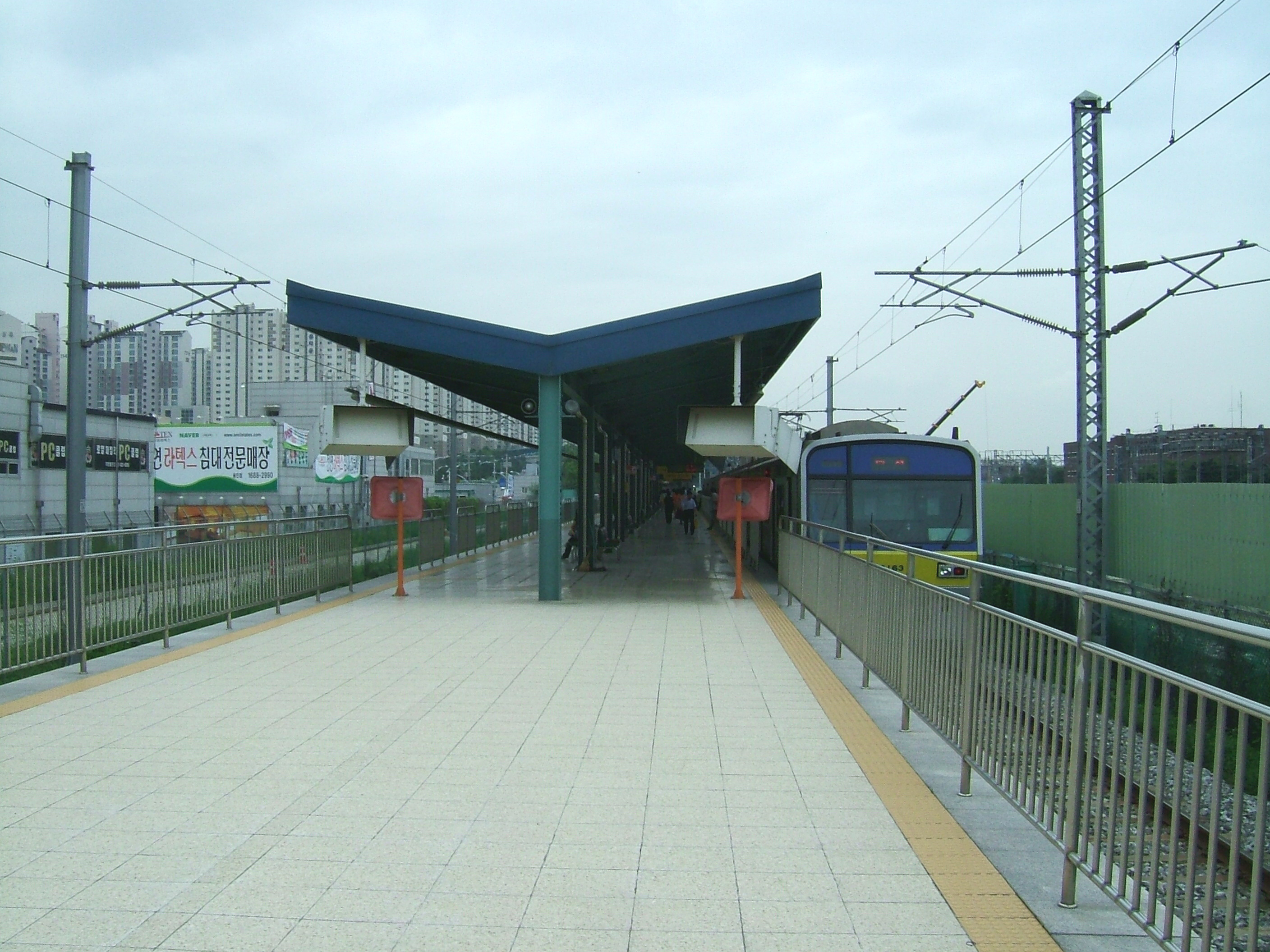
구 역사 승강장
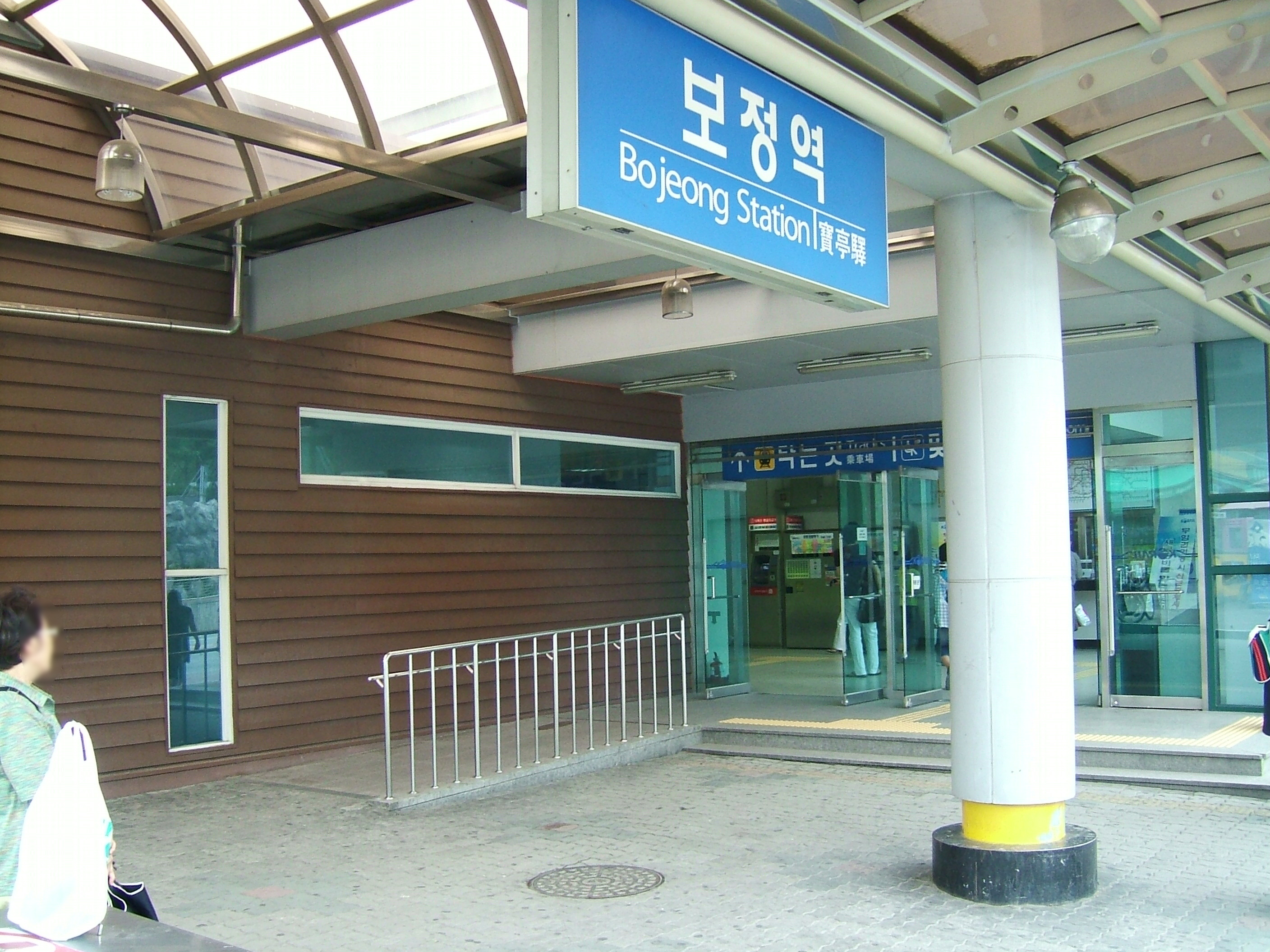
구 역사 출입구
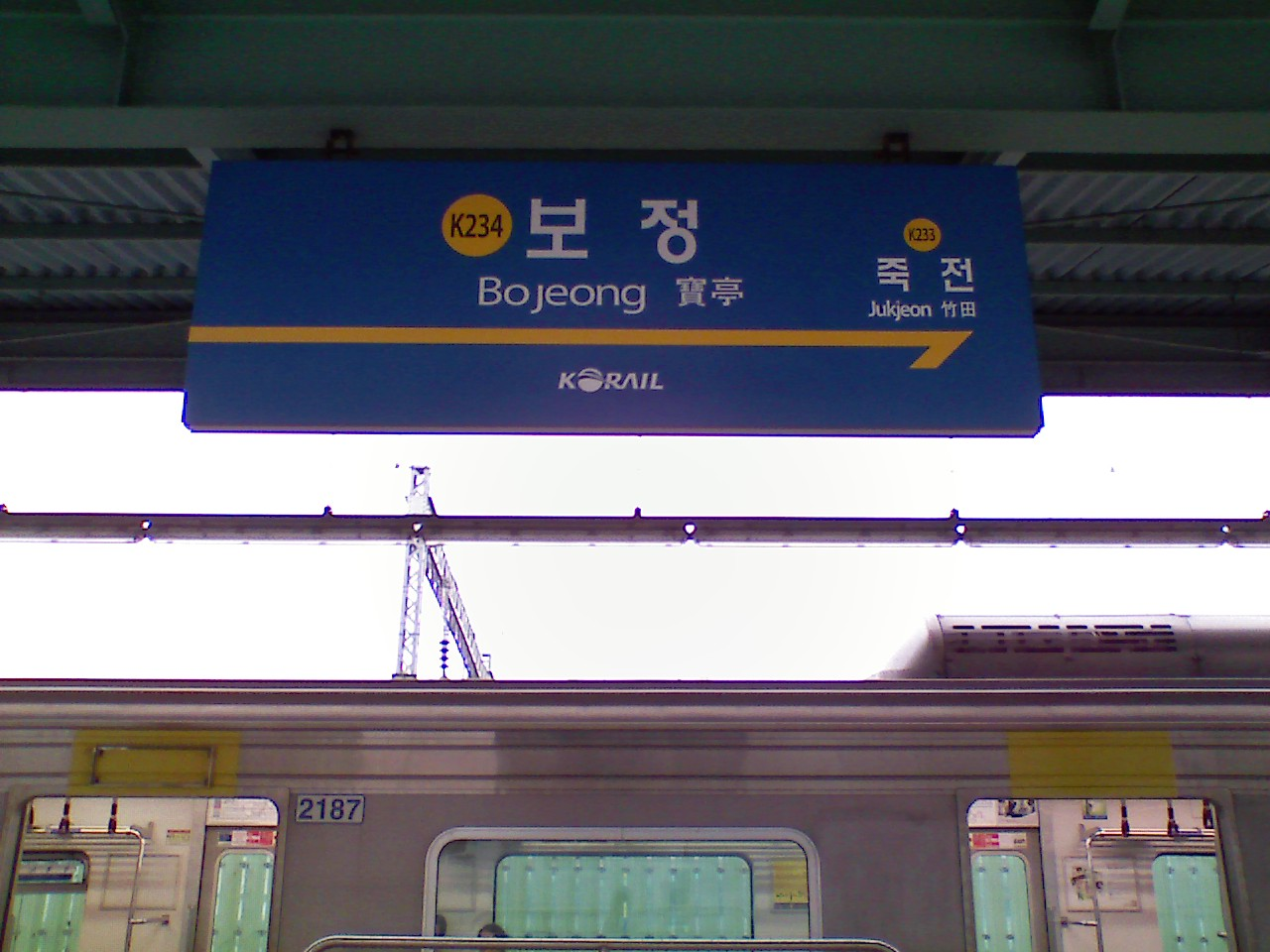
구 역사 역명판

## 인접한 역
| 분당선                | 분당선                         | 분당선              |
| --------------------- | ------------------------------ | ------------------- |
| K233 죽전 청량리 방면 | ● 수도권 전철 수인·분당선 완행 | K235 구성 인천 방면 |

## 같이 보기
- 분당차량사업소